# Os marí sud-americà
L'os marí sud-americà (Arctocephalus australis) és una espècie d'os marí que es reprodueix a les costes de Xile i l'Argentina, amb una població d'aproximadament 250.000 individus.
El 1999, s'estimà la població d'aquesta espècie a 390.000 individus, una forta caiguda respecte als 500.000 del 1987. Tot i que totes les colònies d'aquest animal gaudeixen d'una molt bona salut, aquest descens ha provocat una certa preocupació. La població més gran es troba a les costes de l'Uruguai, amb 200.000 individus.